# Kennedy Alencar
Kennedy Alencar Duarte Braga (Belo Horizonte, 23 de outubro de 1967) é um jornalista brasileiro dedicado à cobertura política, econômica e internacional. Foi correspondente em duas guerras: Kosovo (1999) e Afeganistão (2001). Começou sua carreira na imprensa escrita, no jornal "Folha de S.Paulo". É descendente dos Alencar, família com grande número de de escritores e jornalistas no Brasil como José de Alencar, Paulo Coelho e Rachel de Queiroz.

## Carreira
Formado em 1989 no curso de jornalismo da Universidade Metodista de São Paulo, na cidade de São Bernardo do Campo, em São Paulo. 
Ingressou na Folha de S.Paulo em setembro de 1990. Trabalhou no jornal como redator e editor-assistente até o fim de 1992. Após uma temporada em Londres no ano seguinte, retornou à Folha em janeiro de 1994 na função de repórter. Saiu do jornal para trabalhar na campanha presidencial de Luiz Inácio Lula da Silva em abril daquele ano. Atuou como assessor de imprensa de Lula até julho de 1995.
Voltou pela terceira vez à Folha em setembro de 1995. Por seis meses, fez cobertura de polícia. Em 1996, assumiu o cargo de editor da coluna de notas "Painel". Foi enviado especial para a cobertura do conflito no Kosovo em 1999. Escreveu o livro "Kosovo, a Guerra dos Covardes".
Em 2000, incorporou-se ao grupo de repórteres especiais da Folha. Em setembro daquele ano, foi transferido para Brasília, onde passou a escrever sobre os bastidores do poder. Depois do atentado de 11 de setembro de 2001, atuou como correspondente de guerra no Paquistão, Tadjiquistão e Afeganistão.
No ano de 2008, foi convidado para ser comentarista de política do telejornal RedeTV! News, da RedeTV!. Em outubro, estreou um novo programa semanal de entrevistas da emissora, o É Notícia. Conversou com os principais personagens do poder no Brasil. O programa entrevistou figuras de destaque no cenário internacional, como Hugo Chávez, Oliver Stone, Tariq Ali e José Sócrates.
Em 2010, foi o organizador e mediador dos dois primeiros debates presidenciais da RedeTV!. Mediou ainda seis debates estaduais. Em 2012, voltou a organizar e mediar debates eleitorais.

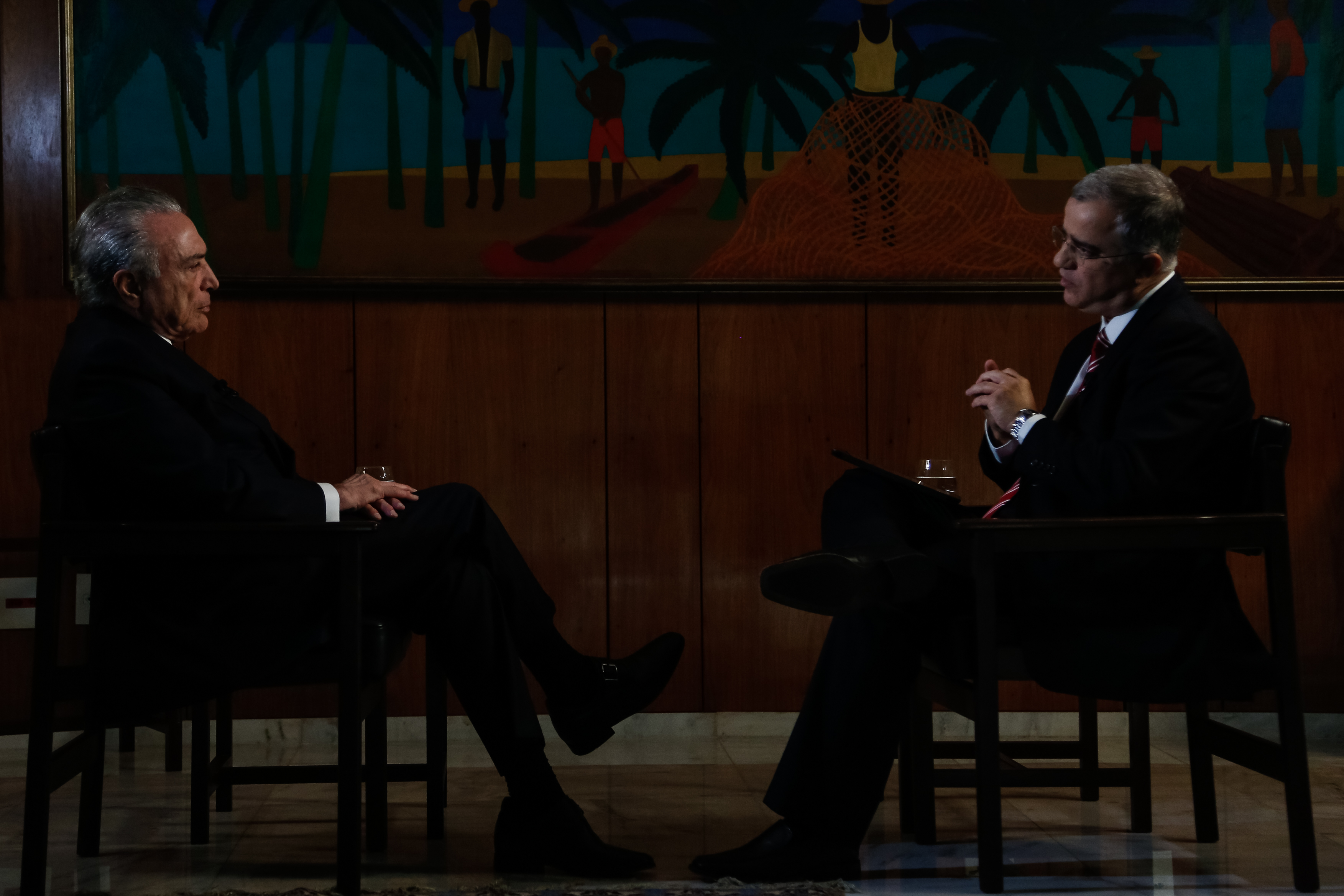
Kennedy Alencar entrevista o presidente Michel Temer

Deixou a versão impressa da Folha em 31 de dezembro de 2010 e a coluna semanal da versão eletrônica do jornal em 5 de outubro de 2012. Saiu da RedeTV! em 30 de setembro de 2013.
Em 7 de agosto de 2013, lançou o Blog do Kennedy, com informações, análises e opiniões principalmente sobre política e economia. Foi comentarista da CBN entre 15 de março de 2011 e 25 de novembro de 2020. Na rádio, fez as colunas Pastoral Americana, quando morou nos EUA em 2020, e a A Política Como Ela É, nome do seu canal no YouTube.
A partir de 17 de março de 2014, passou a trabalhar no SBT. Analisava e informava os bastidores do dia em Brasília no SBT Brasil, no extinto [[Jornal do SBT]] e depois no SBT Notícias. Fazia também entrevistas com personalidades de destaque da política e economia que foram exibidas nos telejornais da emissora. As íntegras das entrevistas estão publicadas no Blog do Kennedy. Em 05 de outubro de 2017, pediu demissão do SBT devido a mudanças no telejornal SBT Brasil e ao cancelamento da série Cenários 2018, que era exibida no SBT Notícias.
Em 2018, produziu para a BBC World News o documentário "What Happened to Brazil" ("O Que Aconteceu com o Brasil", em inglês). Com uma versão em português intitulada "Brasil em Transe", o documentário aborda a crise que vai das manifestações de junho de 2013, passa pelo impacto da Lava Jato na política e o impeachment de Dilma e resulta na ascensão da extrema-direita no país, com a eleição de Jair Bolsonaro para presidente da República. O documentário foi exibido no início de 2019 na BBC World News.
Mudou-se em janeiro de 2020 para Washington a fim de cobrir as eleições americanas. Ao longo do ano, fez a coluna "Pastoral Americana" na rádio CBN. Começou a trabalhar como comentarista no UOL a partir de 23 de junho, deixando o Blog do Kennedy em fase de hibernação. No UOL, faz o programa "Análise da Notícia" em parceria com o jornalista José Roberto de Toledo.
Em 2023, Kennedy retornou a RedeTV!, primeiro pra cobertura da posse de Luiz Inácio Lula da Silva e depois, se fixou na emissora, acumulando os cargos de comentarista do RedeTV! News, diretor da sucursal de Brasília e conselheiro editorial da emissora. Ele também comanda a nova versão do É Notícia.